# Salam Affandina
"Salam Affandina" (tiếng Ả Rập: سلام أفندينا, tiếng Việt: ''Hòa bình cho lãnh đạo của chúng ta'') là quốc ca của Ai Cập từ năm 1871–1922 và 1936–1958, sau đó được thay thế bằng “Walla Zaman Ya Selahy”. Nó được đổi tên thành "Cộng hòa ca Ai Cập" (tiếng Ả Rập: السلام الجمهوري المصري) vào năm 1953 sau cách mạng Ai Cập năm 1952. Nó chỉ là một bản nhạc và không có lời chính thức.
Giai điệu của bài hát hiện đang được sử dụng trong các giáo đường Do Thái ở Israel khi cuốn kinh Torah được đưa ra khỏi hòm.